# 海宝塔
38°29′33″N 106°16′52″E / 38.492469°N 106.281015°E
海宝塔，旧称黑宝塔、赫宝塔，位于中华人民共和国宁夏回族自治区银川市，因地处银川市北而被俗称为“北塔”，与承天寺塔（西塔）相并称。银川文物部门勘探海宝塔后，推断海宝塔建于北朝到隋唐年间。该塔曾被地震多次损毁甚至震塌，现所存塔已非初建的形制。1961年，海宝塔被列为全国重点文物保护单位。

## 历史
海宝塔位于海宝塔寺中，因位于银川市北而被称作“北塔”:316，原建于一处湖心岛中。在明代时被称作“黑宝塔”。该塔的始建时间已经无法考证，有说法称海宝塔为是汉朝、晋朝年间的建筑:70。并且相传该塔曾经被赫连勃勃主持重修，故又名“赫宝塔”。2006年时，宁夏文物考古研究所与银川市文物管理处对海宝塔进行了考古勘探，通过在塔基北侧开挖出的探沟中发现了7个文化堆积层。考古人员从这些文化堆积层中推断出海宝塔的始建年间为北朝至隋唐年间。
万历年间时，该塔曾被修缮。清代之前的海宝塔，塔高13层:316，第七层以上的阶梯是在塔身外面修筑的。清康熙四十八年（1709年）时，海宝塔被地震震塌了顶上的四层，海宝塔寺的和尚此后于康熙五十一年对塔进行重修，现存塔的造型即为康熙五十一年（1712年）所定型的，但和原塔相比，无论是在塔高还是造型上均已面目全非:14。在乾隆三年（1738年）时，海宝塔在地震中被整体震塌，并于几年后被重新修建。乾隆四十三年（1778年），海宝塔再次被捐资重修。在海原大地震中，海宝塔塔身被震裂。1934年的四马拒孙之役中，孙殿英一度将自己的指挥部设置在海宝塔中:211。1942年，为了迎接蒋介石来宁夏，当地政府对海宝塔进行了维修。同年，海宝塔出现一处大型大缝，马鸿逵让部队在北塔的周围填平了部分湖面并造林植树，使土质得以改善，北塔的裂缝便渐渐收缩。

## 结构
海宝塔建于一座高大的方形台基上，总高54米，其中方台高5.7米，边长19.2米，底大面小，四壁砌有条砖，台上四周有砖砌花墙，东侧正中有台阶可以登到方台顶。方台顶上的正中心位置有方形塔座，高4.2米，边长15米，塔门向东开:14，其余三面各设置有一座假龛。现存塔身为砖砌方形九层楼阁式塔，塔身由青砖筑成，塔门前有一间卷棚歇山顶的抱厦。塔内第一层正对塔门处有有一座罗汉龛，两侧为阶梯暗道可以上塔。塔的平面呈正方形，每层四面设有券门的部分均向外突出数十厘米，使塔的平面呈十二角形状。每层向外突出的部分的两侧各设有1个假龛，龛楣突出塔壁:14。龛楣和券门上侧有向外挑出的3层菱角檐，塔身的每层之间均有三层叠涩砖做挑檐，同时作为假龛的底边:316。此外，塔的四面转角处有铁铎:14。塔顶为方形四角攒尖顶结构:70，每面中间有四处突出的部分，塔刹为方体桃形攒尖式，绿色琉璃砖覆盖表面:15。

## 保护

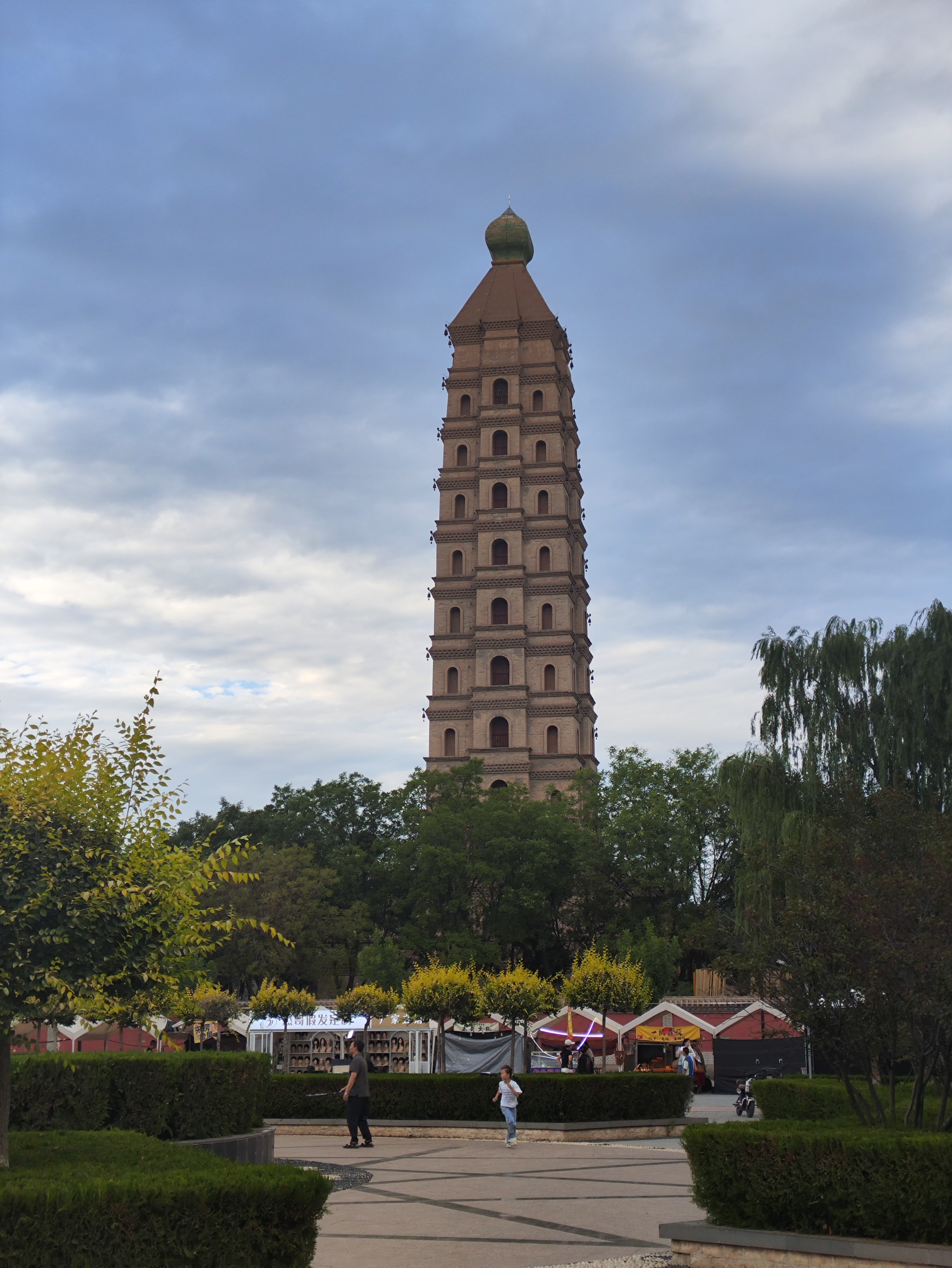
海宝公园（2025）

1961年，海宝塔被列为全国重点文物保护单位。1979年，宁夏回族自治区政府庆祝自治区成立20周年时，对海宝塔的台基等处进行了维修。1998年，自治区政府庆祝自治区成立40周年，经国家文物局批准又对海宝塔内部进行了修缮。此后海宝塔一直处于对外开放的状态，部分游客在塔内乱刻乱画的行为屡禁不止。2003年时，银川市政府曾经组织专家对海宝塔的修缮工程进行整体评估，但由于资金以及技术问题等原因，修缮被迫搁置。2006年时，由于海宝塔周围湖泊和湿地较多，盐碱化严重，加之多年未进行全面维修，导致海宝塔塔基下陷达16厘米，塔体因盐渍风化而严重受损。2008年，因汶川地震的影响，海宝塔不再对外开放，乱刻乱画的现象才得以消失。2010年，以海宝塔寺为中心的海宝公园成立，海宝塔周围的环境得到改善。2012年春节前，银川市文物局、宗教局、消防支队专门组织了对包括海宝塔在内的多处文物古迹的消防检查工作。此外，宁夏回族自治区文化厅也于2012年制定完成了海宝塔的修缮规划，相关修缮工作将于2015年内正式展开。2015年，海宝塔被银川市政府划入了银川历史文化名城的保护范围当中。同年3月，“海宝塔影”被列入“银川新十景”的候选名单。